# Вольфенбюттель
Вольфенбюттель (нем. Wolfenbüttel, н.-нем. Wulf(f)enbüttel) — город в Германии, районный центр, расположен в земле Нижняя Саксония. Историческая столица Брауншвейг-Вольфенбюттеля.

## География
Вольфенбюттель находится на юго-востоке Нижней Саксонии между Гарцем и Люнебургской равниной, на южной границе Северо-Германской низменности с предгорьями Гарца. Город располагается в 12 км южнее Брауншвейга и в 60 км на юго-восток от столицы федеральной земли Ганновера. В непосредственной близости от Вольфенбюттеля располагаются также Зальцгиттер, Бад-Гарцбург, Гослар, Хильдесхайм, Пайне и Вольфсбург. Через город протекает река Окер, которая в районе Хальхтер впадает в реку Альтенау.

## Административное устройство
Входит в состав района Вольфенбюттель. Официальный код — 03 1 58 037. Город подразделяется на 17 городских районов. В 1974 году к территории города было присоединено 10 соседних населённых пунктов.
| Год  | Население |
| ---- | --------- |
| 1990 | 51 413    |
| 1995 | 53 622    |
| 2000 | 54 344    |
| 2005 | 54 730    |
| 2010 | 53 460    |

## История

### Название
Вторая часть сложного слова -büttel часто встречается в географических названиях на севере Германии происходит из древненижненемецкого языка и означает «дом со двором», «поселение». Город получил своё название благодаря некоему Вульфери (или Вульферус) (Wulferi), поселившемуся у брода на Окере и заложившему «поселение Вульфери» (Wulferis Buttle).

### Основание города
Город был предположительно основан в X веке, когда у брода в болотистой пойме Окера обосновался переселенец Вульферус. Первых поселенцев привлекала переправа через Окер на оживлённом торговом и военном пути, соединявшем Рейн с Эльбой. Дорога вела дальше через соседний Брауншвейг, епископства Хальберштадт и Хильдесхайм в Лейпциг.
Первое упоминание Вольфенбюттеля в документах датируется 1118 годом, когда Видекинд Вольфенбюттельский укрепил посёлок крепостью, окружённой рвом с водой, которая в смутные времена давала приют и защиту торговцам и путешественникам.

### Городское развитие
В 1283 году Вольфенбюттель был перестроен под резиденцию герцога Генриха I из рода Вельфов, а в 1500 году обнесён крепостной стеной.
В 1432 году Вельфы были изгнаны из Брауншвейга и поселились в Вольфенбюттеле, назначив своей резиденцией здешний замок, окружённый рвом, который оставался резиденцией Вельфов до их возвращения в Брауншвейг в 1754 году. В XVI веке этот город стал первым ренессансным городом, построенным по плану на всей территории к северу от Альп.
Резиденция герцогов Брауншвейга и Люнебурга в 1542 году была разрушена войсками Шмалькальденского союза. После этих событий при герцоге Юлии Брауншвейг-Вольфенбюттельском оборонительные сооружения вокруг резиденции были укреплены и появились новые предместья, где проживали ремесленники и солдаты.

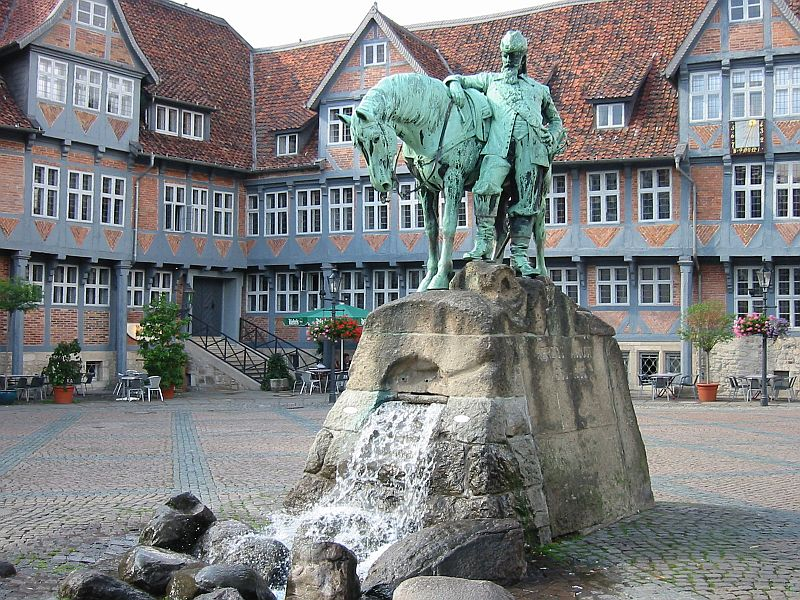
Рыночная площадь с конной статуей герцога Августа

До 1753 года Вольфенбюттель сохранял статус резиденции княжества Брауншвейг-Вольфенбюттель. В Вольфенбюттеле жили и служили библиотекарями при герцогской библиотеке Готфрид Вильгельм Лейбниц (1690—1716) и Готхольд Эфраим Лессинг (1770—1781), написавший в Вольфенбюттеле свою пьесу «Натан Мудрый». Вольфенбюттель известен также под названием «Город Лессинга». В начале XVII века придворным капельмейстером в Вольфенбюттеле служил композитор и музыкальный теоретик Михаэль Преториус.

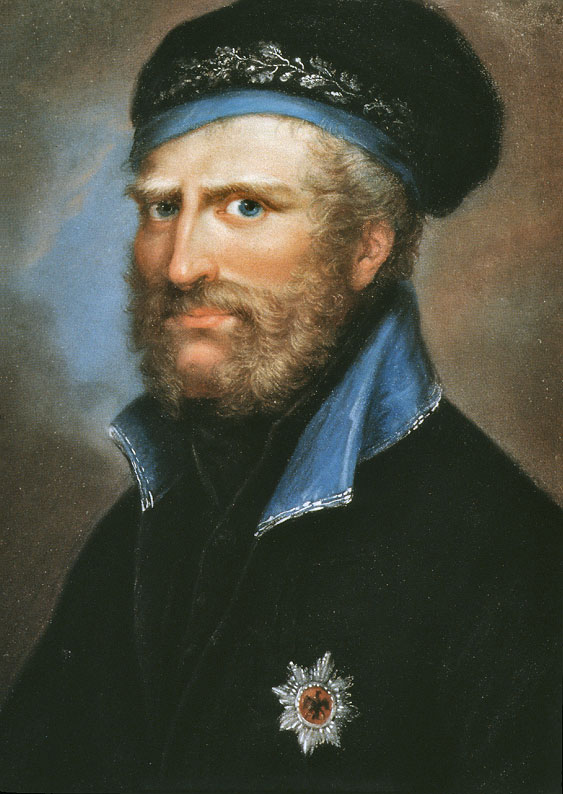
Герцог Фридрих Вильгельм Брауншвейг-Вольфенбюттельский

Наиболее выдающимися правителями Вольфенбюттеля считаются герцоги Юлий, Генрих Юлий и Август Младший, управлявшие княжеством Брауншвейг-Вольфенбюттель.
Героем Освободительной войны в Германии стал герцог Фридрих Вильгельм Брауншвейг-Вольфенбюттельский, лишённый Наполеоном своих владений и снарядивший за свой счёт войско, во главе которого выступил против захватчиков. Погиб незадолго до победы.
Вольфенбюттель представляет собой типичный ренессансный город-резиденцию со дворцом, церквями Святой Марии, Святого Иоанна и Святой Троицы, цейхгаузом, канцелярией и многочисленными хорошо сохранившимися фахверковыми домами. Сохранившаяся обширная сеть каналов (на голландский манер называемых «грахтами») известна сегодня под названием «Малая Венеция».

### Резиденция и крепость герцогов Брауншвейга и Люнебурга

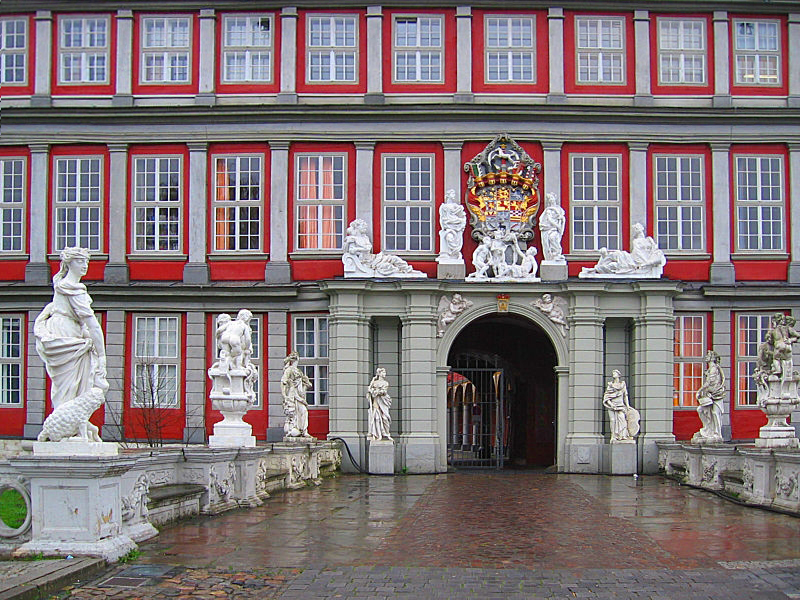
Вход в резиденцию

Вольфенбюттель, где до настоящего времени сохранились оборонительные сооружения, имеет давние военные традиции гарнизонного города, одного из старейших и самых неприступных на севере Германии.
Ещё в XII веке в Вольфенбюттеле имелся укреплённый замок, который в 1191 году был разрушен по приказу Генриха Льва. Восстанавливаемый замок в 1255 году вновь разрушил герцог Альбрехт I. Граф Вольфенбюттеля Гунцелин перешёл на сторону Штауфенов и представлял серьёзную угрозу для Вельфов. После того, как у власти в Вольфенбюттеле окончательно закрепились Вельфы, был восстановлен замок со рвом, а впоследствии возведён дворец. В 1432—1753 годах Вольфенбюттель служил резиденцией и оборонительной крепостью герцогов Брауншвейг-Вольфенбюттеля.
В 1570 году крепость была оснащена бастионами и куртинами на итальянский манер. Для защиты герцога на службе у Генриха Юлия состояло несколько рот конных и пеших солдат, носивших единую форму.
Незадолго до Тридцатилетней войны при герцоге Генрихе Юлии оборонительные сооружения Вольфенбюттеля были укреплены ещё раз. До настоящего времени сохранились цейхгауз и часть крепостной стены, оборонительные рвы и бастионы. Дворцовая площадь до конца XVII века служила плацем для герцогских войск. Несмотря на высокий уровень обороны города после 140-дневной осады город заняли имперские войска: крестьян заставили возвести дамбу на Окере, вода залила крепость и достигла в ней уровня выше человеческого роста, и защитники крепости были вынуждены сдаться.
В следующий раз Вольфенбюттель подвергся осаде французами в ходе Семилетней войны.
В годы Третьего Рейха в городе функционировал военный завод, который выпускал патроны с маркировкой P186 для вооружения Вермахта. Адрес - Halchterstraße, 21.

## Известные уроженцы, жители
- Антон Альбрехт фон Имгоф — саксонский государственный деятель.
- Альберт Зюдекум — немецкий политик.
- Анике Хаге — немецкая создательница комиксов, мангака.

## Экономика
В городе расположена компания Mast-Jägermeister AG, выпускающая известный крепкий ликёр «Егермейстер».

## Достопримечательности

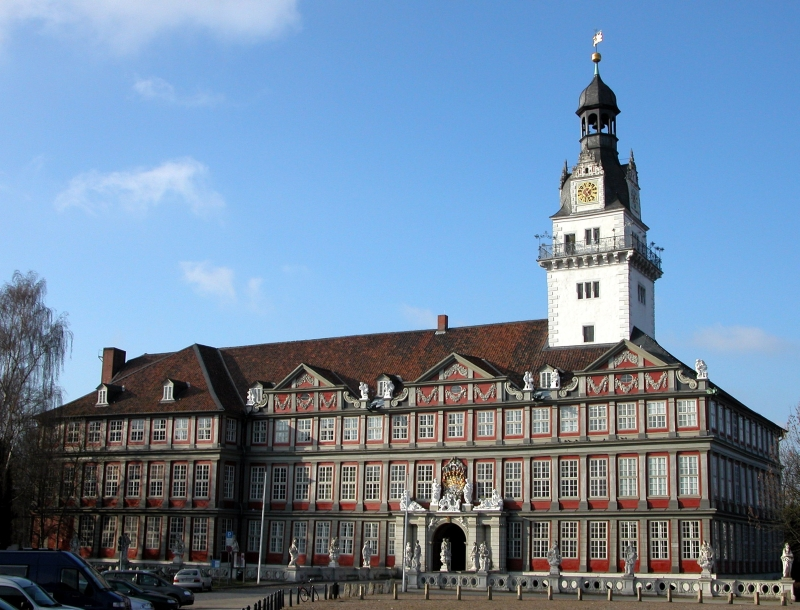
Вольфенбюттельская резиденция

Современный вид дворцу придал в начале XVIII века придворный архитектор Пауль Корб. Вольфенбюттельская резиденция представляет в плане прямоугольник, стены которого прорезаны множеством окон. Ко входным воротам во внутренний двор ведёт мост. Внутреннее убранство помещений замка соответствует его роли одного из центров интеллектуальной жизни XVIII века.

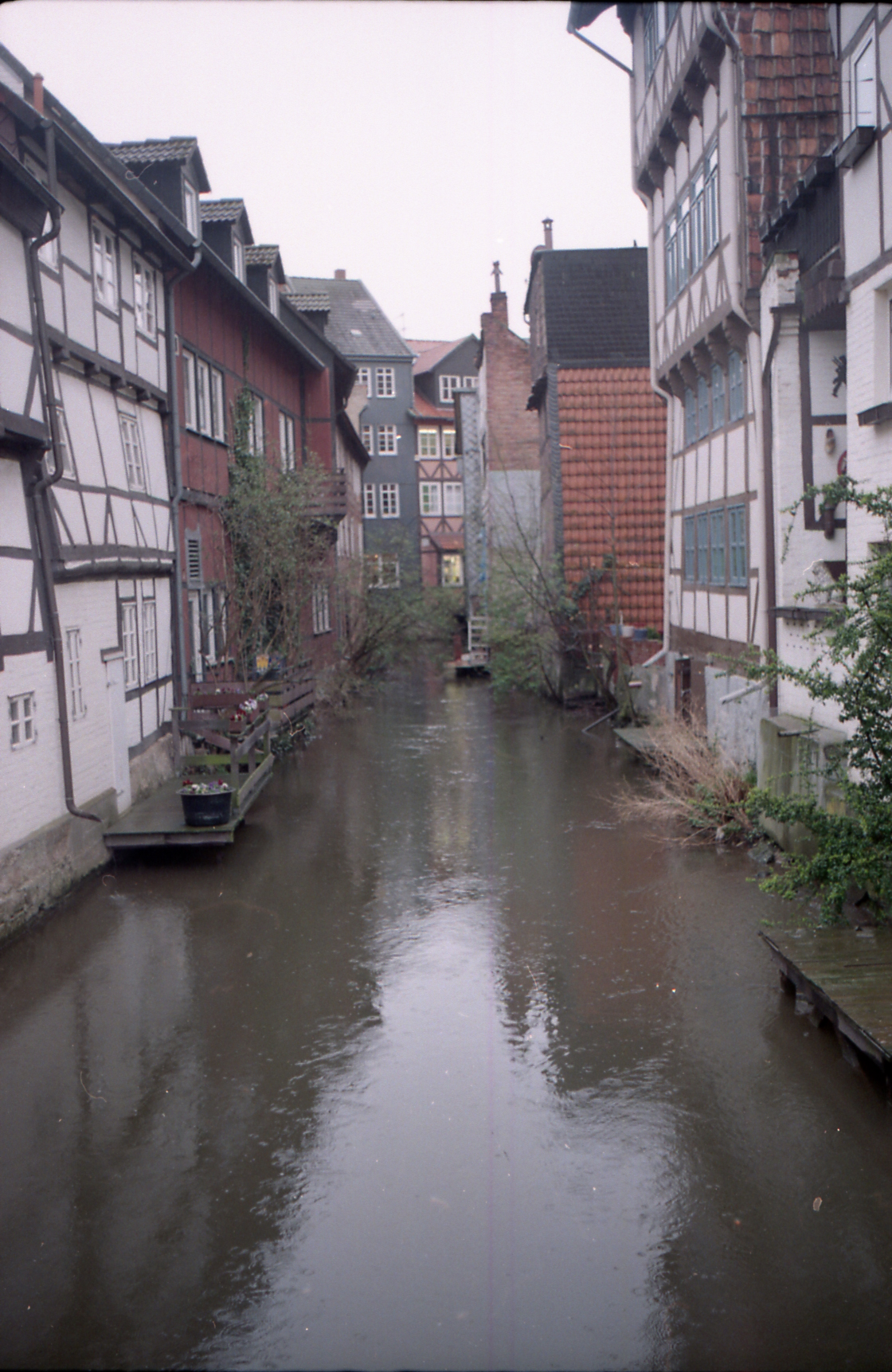
Канал в Вольфенбюттеле

На Дворцовой площади Вольфенбюттеля также расположены здание библиотеки герцога Августа, дом-музей Лессинга, цейхгауз и Малый дворец, где раньше размещалась рыцарская академия Рудольф-Антониана, одним из курсантов которой был Мюнхгаузен.
В историческом центре располагаются Мариенкирхе (главная церковь города, начало XVII века) и церковь Святой Троицы.
Между замком и Старым городом был расположен район, в котором жили работники замка, называемый «Герцогской слободой» (Fürstliche Freiheit). Жители этого района не облагались никакими поборами в его пользу.
В городе находился еврейский район, жители которого также находились под его защитой. К северу от замка расположился район «Маленькой Венеции», в которой сохранились остатки когда-то обширной системы каналов.